# Nuci
Nuci è un comune della Romania di 2 836 abitanti, ubicato nel distretto di Ilfov, nella regione storica della Muntenia. 
Il comune è formato dall'unione di 5 villaggi: Balta Neagră, Merii Petchii, Micșuneștii Mari, Micșuneștii-Moară, Nuci.